# Волынский, Иван Михайлович (боярин)
Иван Михайлович Волынский — боярин и новгородский дворецкий во времена правления Ивана III Васильевича.
Из дворянского рода Волынские, сын Волынского Михаила Борисовича Меньшого, упомянутого в 1498 году.

## Биография
В декабре 1493 года чине дворецкого участвовал с архиепископом Геннадием в крестном ходе вокруг нового каменного города в Новгороде. В 1495 году оставлен великим князем Иваном Васильевичем в Новгороде с другими сановниками. В 1501 году новгородскому дворецкому Ивану Михайловичу Волынскому, в случае похода наследника престола Василия Ивановича на Литву, остаться в Новгороде: “… а в Новгороде велел государь быть владыке Геннадию, да наместнику Ивану Андреевичу Лобану-Колычёву, да дворецкому Ивану Михайловичу Волынскому… “.
Крупный землевладелец в новгородской земле: в 1498 году владел – в Шелонской пятине Трясово-Григорьевской- Совконой волостью в 19 сох, в 1500 году за ним же в Воткинской пятине в волости Бобедище и деревни Большой двор у Ладоги, Запольке, Маруя, Какуля и других, всего 19 деревень. В Требужском погосте деревни Дмитрово, Городище и другие на Усть Лауи у Ладожского озера, в Вотской пятине Солнцкский погост, сельцо Солнца на Волхове, деревни Тухани, Кокорино и другие, в Ладожском уезде деревни в Городенскои и Теребужском погостах.

## Семья
Жена: Аграфена упомянута  09 января 1536 года у саней жены царя Шиг-Алея — Фатьмы-Салтан. В 1527 году дала вклад в Троице-Сергиеву лавру деревню Остафьево на речке Коширке Коломенского уезда, за ней же до 1576 года была деревня Липятино Коломенского уезда.
Дети:
- Волынский Иван Иванович по прозванию Ус — при посещении государя Новгорода в 1495 году был в числе постельничих, в 1504 году послан в Пронск для истребления разбойников.

- Волынский Фёдор Иванович — в октябре 1495 года за ним в Деревской пятине, Бологовского погоста деревня Дора, в которой сам проживал, и деревни Подол, Зубцово, Шипулино, Левонтьево, Мартыново, Заболотье, Коломичи и Погорелая.

- Волынский Василий Иванович — пристав у опального князя Михаила Львовича Глинского.

- Волынский Дмитрий Иванович — в 1522 году отправлен полковым воеводою с Коломны в Рязань. В 1528 году подписался в поручной записи по князю Борису Горбатому и Петру Захарьевичу, ручавшихся по князьям Ивану и Андрею Михайловичам Шуйским. В 1533 году приказчик Москвы, при возвращении тяжело больного царя Василия Ивановича в Москву, для переправы через реку Москву, он навёл временный мост, и когда лошади, запряжённые в сани с Государем вступила на этот мост, то он провалился и лошади упали в воду, сани же едва успели удержать сопровождавшие государя ухабные, обрезав гужи. Царь простил Волынского и не подверг его никакому наказанию[4].